# كلية الرباط الجامعية (غزة)
كلية الرباط الجامعية في غزة واسمها السابق كلية الشرطة هي كلية جامعية فلسطينية في غزة، تأسست في عام 2009. تسعى إلى تأهيل الكوادر اللازمة لوزارة الداخلية والأمن الوطني من الضباط. تضم الكلية عدة برامج هي:بكالوريس القانون والعلوم الشرطية، وبكالوريس العلوم البحرية، ودبلوم العلوم الشرطية ودبلوم الاختصاص في القانون والعلوم الشرطية.

## وصلات خارجية
- الموقع الرسمي